# Chiesa del Sacro Cuore e San Giacomo di Carignano
La chiesa del Sacro Cuore e San Giacomo di Carignano è un edificio religioso del quartiere genovese di Carignano, in via Jacopo Ruffini; la sua comunità parrocchiale fa parte del Vicariato "Carignano-Foce" dell'arcidiocesi di Genova.

## Storia

### L'antica chiesa di San Giacomo
La più antica chiesa di S Giacomo, fondata nel 1154 da Ansaldo Spinola come chiesa gentilizia della famiglia, sorgeva dov'è ora il "Poggio della Giovine Italia", al margine delle scogliere che delimitavano a mare il colle di Carignano.
Nel 1536 passò sotto la cura degli Eremitani di Sant'Agostino, che vi rimasero fino alla soppressione del 1798, quando la chiesa ritornò al clero secolare, mentre l'annesso convento nel 1806 divenne carcere militare. Verso la fine del secolo la chiesa si trovava in precarie condizioni e fu chiusa al culto il 25 luglio 1890. L'edificio, venduto dalla curia al comune nel 1891, fu demolito nel 1905. Il suo titolo parrocchiale fu perciò trasferito alla nuova chiesa, costruita poco distante.
La chiesa, romanica, era architettonicamente modesta e non vi erano conservate opere d'arte di particolare pregio. Fino al 1871 nei sotterranei della chiesa venivano gettati in un pozzo comune i corpi dei condannati a morte giustiziati nella vicina spianata della Cava (i condannati per reati comuni venivano impiccati, mentre la fucilazione era riservata ai condannati per motivi politici); per questa ragione la chiesa era popolarmente chiamata "la parrocchia degli impiccati". Questi resti, con la demolizione della chiesa, furono trasferiti al cimitero di Staglieno sul finire del 1800.

### La chiesa attuale

#### Storia

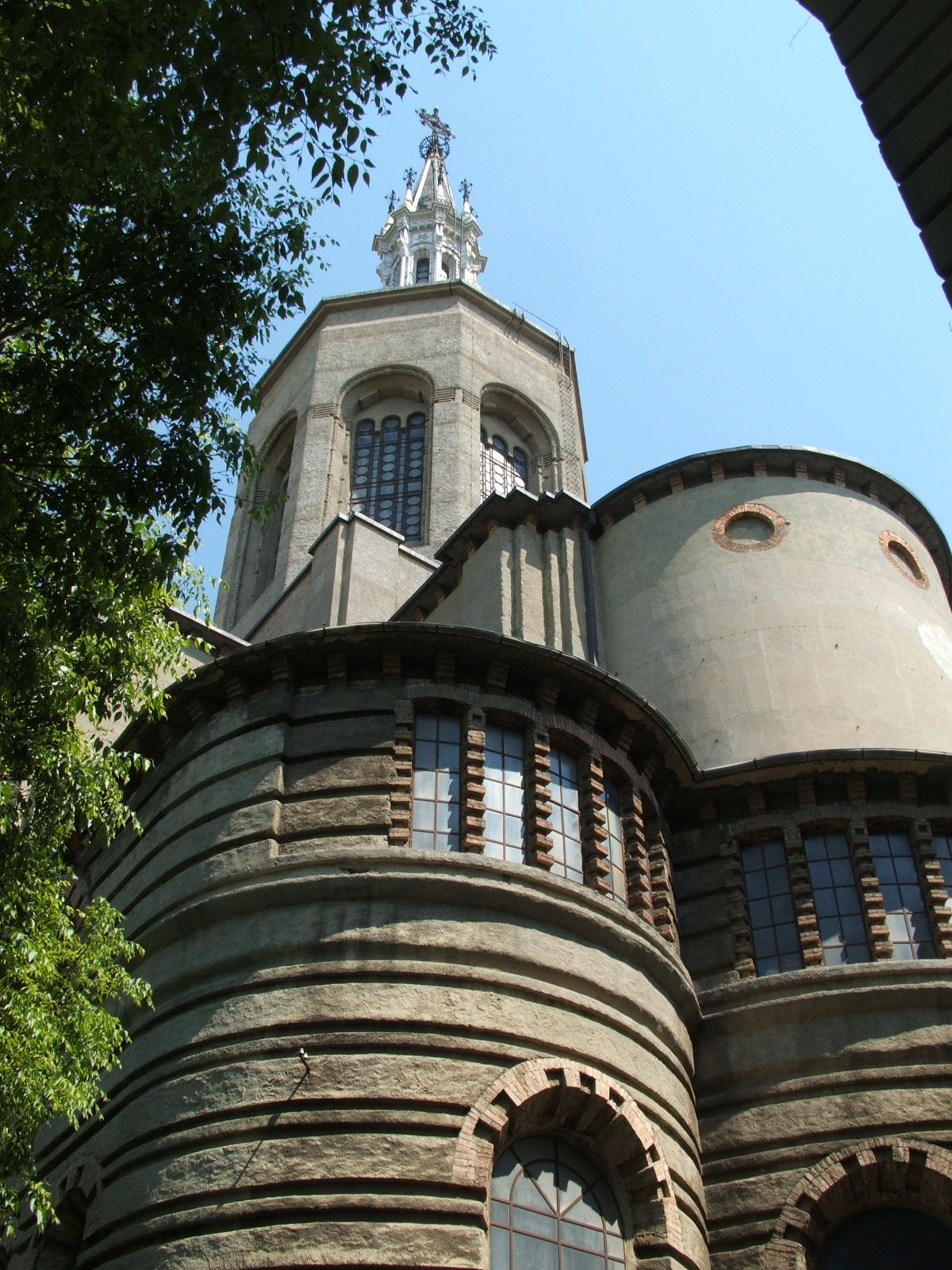
Le absidi e la cupola che sostiene la guglia

La nuova chiesa, a cui fu trasferito il titolo parrocchiale, fu edificata in stile neoromanico, su progetto dell'architetto Luigi Rovelli, nella piazza allora intitolata a Nino Bixio, uno spiazzo alberato che si apre a metà di via Corsica, al centro delle aree del quartiere di Carignano urbanizzate nella seconda metà dell'Ottocento.
La prima pietra della nuova chiesa fu posta il 13 ottobre 1892 alla presenza dell'arcivescovo Tommaso Reggio e nove tra vescovi e arcivescovi; nel rispetto del desiderio espresso da mons. Salvatore Magnasco, predecessore di mons. Reggio, mancato all'inizio di quello stesso anno, la nuova chiesa fu intitolata al Sacro Cuore di Gesù, a cui fu aggiunto il titolo di S. Giacomo della vecchia chiesa.
Il progetto originario subì in corso d'opera radicali modifiche. La prima parte a essere completata fu l'ampio salone della cripta, solennemente benedetta il 29 novembre 1896; in questo locale, che dal 1969 ospita il Teatro Carignano, iniziò provvisoriamente a funzionare la chiesa.
Nel 1902, al di sopra dei locali già realizzati fu innalzata la chiesa vera e propria; i lavori, dopo la morte del progettista avvenuta nel 1911, furono completati nel 1914 sotto la direzione del figlio, Antonio Rovelli, anch'egli architetto. La chiesa superiore venne inaugurata il 23 giugno 1912, anche se i lavori non erano ancora del tutto ultimati. Nel corso degli anni venti furono realizzati gli altari e la decorazione pittorica.
Nel bombardamento di Genova del 19 maggio 1944 gli otto finestroni istoriati della cupola andarono in frantumi. Dell'antica chiesa di San Giacomo, la nuova struttura conserva gli storici archivi parrocchiali: battesimi dal 1564, defunti dal 1596 e matrimoni dal 1627.
Nel 1966, su progetto dell'architetto Robaldo Morozzo della Rocca, sono stati completati i rivestimenti delle pareti, in pietra grigia e marmo bianco.

#### Descrizione
L'imponente facciata, che presenta un rosone centrale e due ampie aperture laterali, culmina in alto con una loggia con ai lati due orologi. Al centro della facciata, sopra l'ingresso, domina la statua del Sacro Cuore, in bronzo dorato, opera di Giovanni Scanzi (1840 - 1915). La chiesa è sormontata da un'alta cupola ottagonale che culmina con l'imponente guglia.
L'ampio interno è diviso in tre navate, separate da colonne binate in granito di Baveno. Nelle navate laterali si trovano quattro altari, dedicati alla Virgo Potens, San Giovanni Battista, Sant'Antonio e San Giacomo.

## Galleria d'immagini

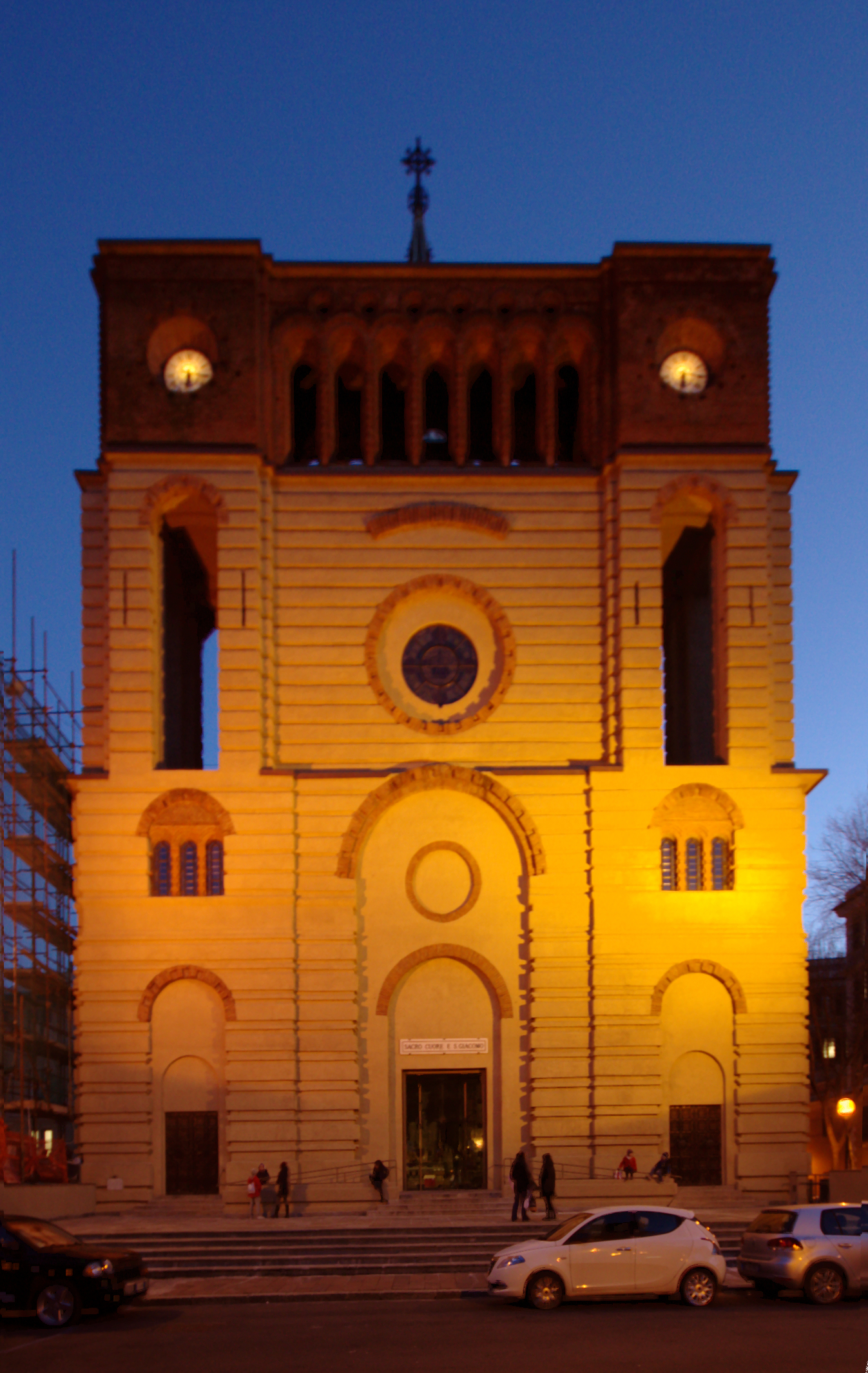
La chiesa in notturna
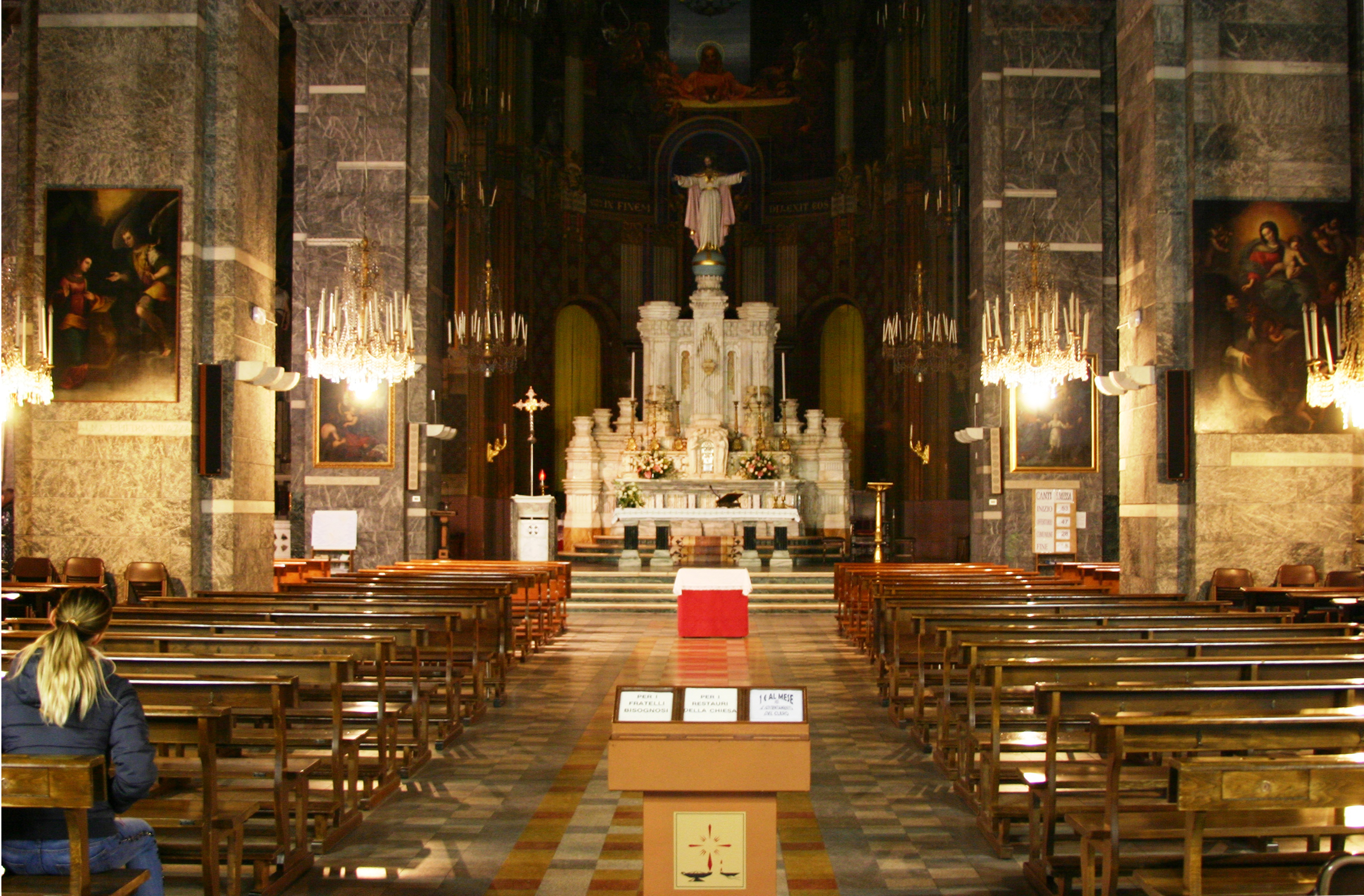
L'interno della chiesa
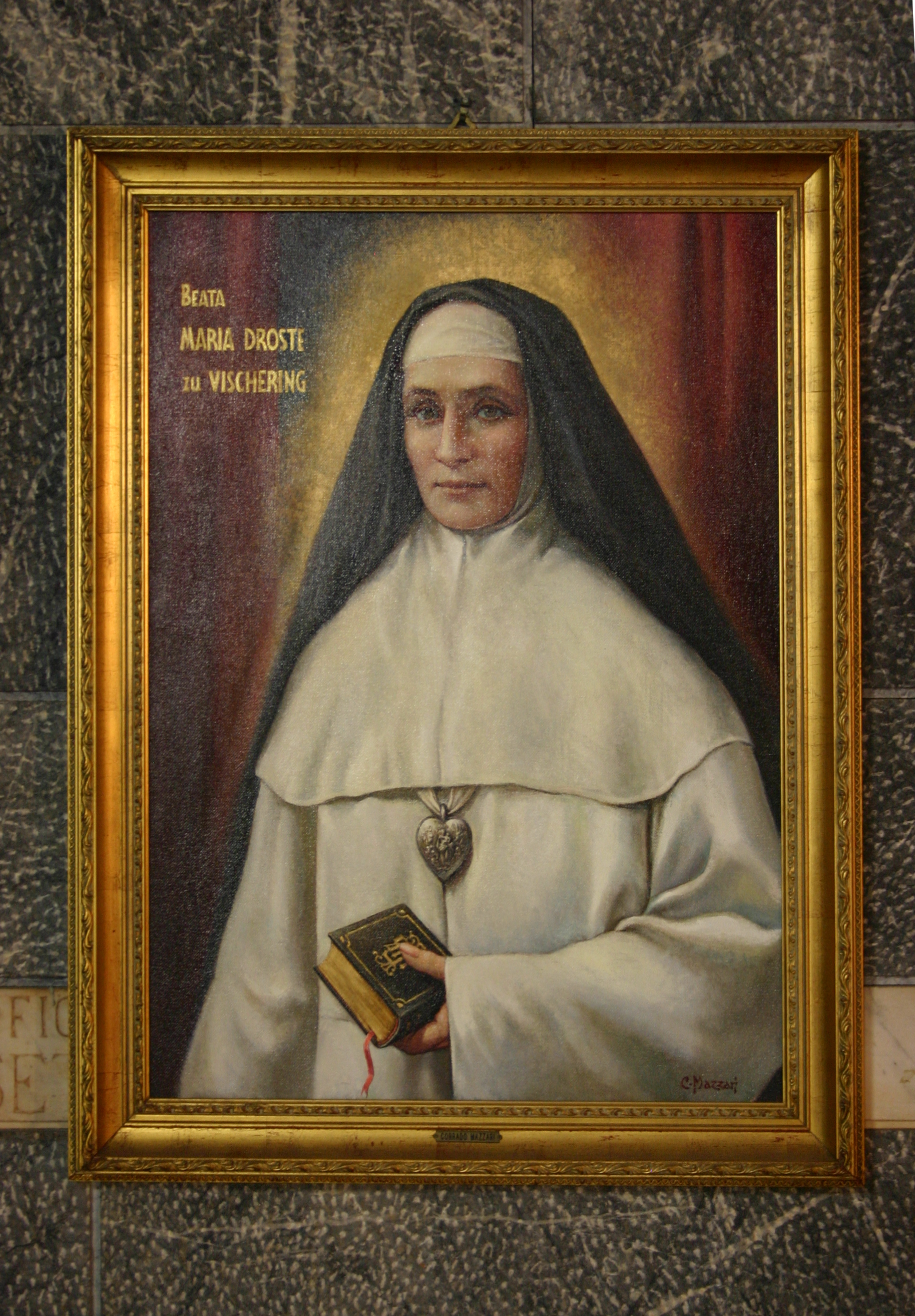
Beata Maria Droste zu Vischering
L'organo a canne